# Takashi Tokita
Takashi Tokita (時田 貴司 Tokita Takashi?) (nacido el 24 de enero de 1965) es un desarrollador de videojuegos japonés que trabaja para Square Enix. Se unió a Square en 1985, al mismo tiempo que Akitoshi Kawazu y Nasir Gebelli. Es conocido por escribir la historia de Parasite Eve y la de Final Fantasy IV. También se lo conoce por ser el director de Parasite Eve y de Chrono Trigger. Tokita es la cabeza del Equipo de Producción de Square Enix número 7.

## Proyectos
- Rad Racer II (1990) - Efectos de sonido
- Final Fantasy III (1990) - Efectos de sonido
- Final Fantasy IV (1991) - Jefe de diseño, escritor de escenarios[1]
- Live A Live (1994) - Director, escritor de escenarios, diseño de eventos
- Chrono Trigger (1995) - Director
- Final Fantasy VII (1997) - Planificación de eventos
- Parasite Eve (1998) - Director, historia, Planificación
- Parasite Eve II (1999) - Consejero especial
- Chocobo Racing (1999) - Director
- The Bouncer (2000) - Director, Dramatización
- Hanjuku Eiyuu Tai 3D (2003) - Productor, director
- Egg Monster Hero (2004) - Productor, director
- Hanjuku Eiyuu 4 (2005) - Productor, director
- Final Fantasy I & II: Dawn of Souls (2005) - Productor, diseño
- Final Fantasy IV Advance (2005) - Supervisor
- Musashi: Samurai Legend (2005) - Productor
- Final Fantasy IV (Nintendo DS adaptación, (2007) - Productor ejecutivo, director